# 赫哲族

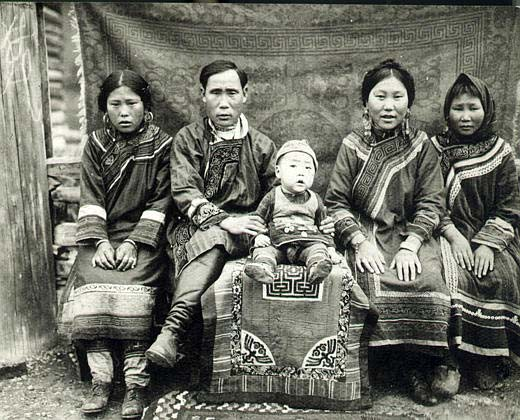
赫哲族家庭

赫哲族是中國及俄罗斯境内的少数民族之一，在俄罗斯称为那乃人或纳奈人（那乃语：Нанай），语言属于满-通古斯语系的南通古斯语族的赫哲语支，分布在中国黑龙江省、俄罗斯哈巴罗夫斯克边疆区至鄂霍次克海一带。赫哲族在中国境内的人数较少，现有5373人（2020年），主要分布在黑龙江省同江市（1060人）、饶河县（529人）、抚远县（468人）和佳木斯市（936人），聚居在街津口、四排、八岔三个民族乡及佳木斯市郊区敖其镇、抚远市乌苏镇的赫哲族村、社区。

## 族源
赫哲族的先民自古在居住在黑龙江、松花江和乌苏里江三江流域。历史上曾有“兀者野人”、“黑斤”、“黑真”、“赫真”（意为：“东方的人”）、“奇楞”（穆麟德轉寫：kilen，意为“住在江边的人”），兀狄哈、“赫哲”、“戈尔德”等不同名称，赫哲人自称“用日贝”、“那尼卧”、“那乃”，即本地人的意思。明朝时为野人女真的一支。“赫哲”一词最早见于《清实录》（穆麟德轉寫：heje）。一般认为赫哲族是以古老的黑水部为核心，吸收了鄂伦春族、鄂温克族、满族、汉族、蒙古族及其他土著等民族成分，在清初形成较稳定的族体。于清末进入阶级社会。原居住在库页岛的赫哲族人在清朝被俄国人赶到大陆。他們服魚皮，也服狍子皮，因此有時被命名為魚皮韃子。俄国人以前叫他们高尔德人。在黑龙江下游的与乌尔奇人有关。
俄人说赫哲人分七氏族，所以叫七姓野人。其实他们分为二十二个氏族：苛楞、撒马吉尔、涂墨拉勒、烏第堪、畢日達奇、加克素鹿、尤喀敏喀、珠格、綽格樂、阿勒楚喀、多秦、鄂寧喀、嘎即喇、阿克坦喀、畢爾緬勒、烏札拉、舒木魯、盧日勒、傅特哈、葛以克日、赫哲。其中有七个最古老氏族（特尔吉尔、貝尔特吉尔、巴亚吉尔、撒馬吉、卡尔他吉尔、巴力卡吉尔、庫奇吉尔）。
中华人民共和国成立后，统一族名为赫哲，意为居住在“东方”及江“下游”的人们。民族识别时间为1964年。1982年第三次人口普查时，共有1489人，2000年第五次人口普查时增长到4,664人。那乃人有二種：薙髮（滿洲稱為短毛子）與不薙髮（長毛子）。前者受滿人影響較大，後者受尼夫赫人影響，弄熊為樂。

### 中国赫哲族人口分布
中国2000年第五次人口普查各地赫哲族人口列表(普查时点人口，单位：人)：
| 地区       | 总人口        | 赫哲族 | 占赫哲族 人口比例（%） | 占地区 少数民族 人口比例（%） | 占地区 人口比例（%） |
| 合计       | 1,245,110,826 | 4,664  | 100                    | 0.00443                       | 0.00037              |
| 31省份合计 | 1,242,612,226 | 4,640  | 99.49                  | 0.00441                       | 0.00037              |
| 东北地区   | 104,864,179   | 4,182  | 89.67                  | 0.03821                       | 0.00399              |
| 华北地区   | 145,896,933   | 195    | 4.18                   | 0.00224                       | 0.00013              |
| 华东地区   | 358,849,244   | 86     | 1.84                   | 0.00344                       | 0.00002              |
| 中南地区   | 350,658,477   | 66     | 1.42                   | 0.00022                       | 0.00002              |
| 西北地区   | 89,258,221    | 61     | 1.31                   | 0.00035                       | 0.00007              |
| 西南地区   | 193,085,172   | 50     | 1.07                   | 0.00014                       | 0.00003              |
| 黑龙江     | 36,237,576    | 4,250  | 83.83                  | 0.22059                       | 0.01079              |
| 吉林       | 26,802,191    | 190    | 4.07                   | 0.00774                       | 0.00071              |
| 北京       | 13,569,194    | 84     | 1.80                   | 0.01435                       | 0.00062              |
| 辽宁       | 41,824,412    | 82     | 1.76                   | 0.00122                       | 0.00020              |
| 内蒙       | 23,323,347    | 54     | 1.16                   | 0.00111                       | 0.00023              |
| 河北       | 66,684,419    | 46     | 0.99                   | 0.00158                       | 0.00007              |
| 山东       | 89,971,789    | 33     | 0.71                   | 0.00522                       | 0.00004              |
| 新疆       | 18,459,511    | 22     | 0.47                   | 0.00020                       | 0.00012              |
| 甘肃       | 25,124,282    | 21     | 0.45                   | 0.00095                       | 0.00008              |
| 浙江       | 45,930,651    | 17     | 0.36                   | 0.00430                       | 0.00004              |
| 河南       | 91,236,854    | 17     | 0.36                   | 0.00149                       | 0.00002              |
| 青海       | 4,822,963     | 15     | 0.32                   | 0.00068                       | 0.00031              |
| 上海       | 16,407,734    | 14     | 0.30                   | 0.01348                       | 0.00009              |
| 四川       | 82,348,296    | 14     | 0.30                   | 0.00034                       | 0.00002              |
| 江苏       | 73,043,577    | 13     | 0.28                   | 0.00500                       | 0.00002              |
| 广东       | 85,225,007    | 13     | 0.28                   | 0.00102                       | 0.00002              |
| 广西       | 43,854,538    | 13     | 0.28                   | 0.00008                       | 0.00003              |
| 贵州       | 35,247,695    | 13     | 0.28                   | 0.00010                       | 0.00004              |
| 云南       | 42,360,089    | 13     | 0.28                   | 0.00009                       | 0.00003              |
| 天津       | 9,848,731     | 9      | 0.19                   | 0.00337                       | 0.00009              |
| 湖北       | 59,508,870    | 9      | 0.19                   | 0.00035                       | 0.00002              |
| 海南       | 7,559,035     | 9      | 0.19                   | 0.00069                       | 0.00012              |
| 重庆       | 30,512,763    | 9      | 0.19                   | 0.00046                       | 0.00003              |
| 安徽       | 58,999,948    | 8      | 0.17                   | 0.00201                       | 0.00001              |
| 湖南       | 63,274,173    | 5      | 0.11                   | 0.00008                       | 0.00001              |
| 宁夏       | 5,486,393     | 3      | 0.06                   | 0.00016                       | 0.00005              |
| 山西       | 32,471,242    | 2      | 0.04                   | 0.00194                       | 0.00001              |
| 福建       | 34,097,947    | 1      | 0.02                   | 0.00017                       | 0.00000              |
| 西藏       | 2,616,329     | 1      | 0.02                   | 0.00004                       | 0.00004              |
| 江西       | 40,397,598    |        |                        |                               |                      |
| 陕西       | 35,365,072    |        |                        |                               |                      |
| 现役军人   | 2,498,600     | 24     | 0.51                   | 0.02149                       | 0.00096              |

## 语言
赫哲族的民族语言为赫哲语，赫哲语属阿尔泰语系的满-通古斯语族满语支，有不少的语汇与满语相同。现在通用汉语，很少有40岁以下赫哲族人会说赫哲语。中國境内赫哲族没有文字，早年削木、裂革、结革记事。清朝时用满文，现因长期与汉族交错杂居，通用汉文。
俄羅斯境内赫哲族使用基里爾字母拼寫赫哲語。至今伯力仍有13所學校教赫哲語。

## 民族风俗

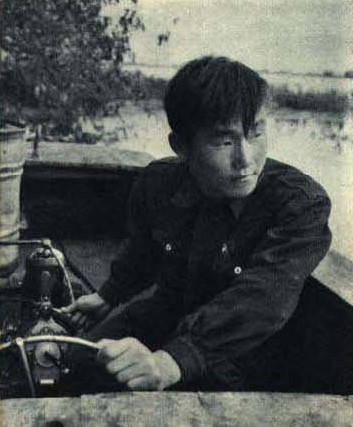
1962年的赫哲族青年

由于赫哲族世代居住在大江流域，所以关于赫哲的民族文化大多和鱼有关。他们不是定居民族但如果环境好可长期在该处生活。

### 日常生活
冬以滑雪板或役犬雪橇为交通，夏以桦皮船、舢板从事运输和捕鱼。

### 信仰
赫哲族过去曾信仰萨满教，相信神的存在，也有熊与虎的图腾信仰。
赫哲族的萨满多为妇女，平时，萨满和别人一样参加劳动，当族群有重大活动或有人邀请时萨满才会执行萨满的职能。
赫哲族的萨满主要从事以下方面的活动：
1. 为患者跳神治病；
2. 春秋两季跳路神，消灾免祸；
3. 为无子女的人跳神求子；
4. 主持祭神仪式；
5. 为死者送魂；
6. 为人判断吉凶祸福，寻找丢失物品。

随着社会的发展宗教观念逐渐淡薄，如今已很少有人信仰。也有信藏传佛教的赫哲族。

### 婚姻
赫哲族实行一夫一妻制，实行氏族外婚制。以前多为父母包办，早婚现象比较普遍。传统的赫哲族婚礼要举行“拜老爷儿”的仪式，“老爷儿”是赫哲族对太阳的称谓。婚宴时，等送亲的人散席离去后，新娘与新郎一起共吃猪头猪尾，新郎吃猪头，新娘吃猪尾，最后同吃面条，意为夫领妇随，白头到老。赫哲族婚礼中，要点长寿灯，灯光在后半夜不能熄灭，祝愿过一辈子太平日子。赫哲族寡妇可以改嫁，改嫁时不再举行婚礼。

### 丧葬
赫哲族人死后实行土葬，没有固定的坟地。早年用桦树皮裹埋，挖个坑后将尸体放入坑中，上面再搭个盖，然后培起土堆。小孩死后不埋在地里，将尸体用桦树皮裹起来后放在树上。

### 饮食
赫哲族有吃生鱼的习惯，对于鱼皮、鱼籽、鱼肉、鱼脆骨都有生吃的妙法。日常都吃新鲜鱼，有把鱼穿在烤叉上烧烤食用的，也有蒸熟而食的。此外还将捕鱼旺季吃不了的鱼用日晒火烤的办法进行加工，贮存起来以备淡季食用。也吃兽肉。
民族特色菜：
- 他勒卡：加入蔬菜的凉拌生鱼，是赫哲族的特色菜肴。
- 它斯罕：也称为炒鱼毛，赫哲族的名菜，是用各种鲜嫩的肥鱼切成鱼丝，再加白糖等佐料炒成。其味道可口味美，且能储存很长时间不变质。

赫哲族人传统的主食有“拉拉饭”和“莫温古饭”两种：
- 拉拉饭：是用小米或玉米小渣子做成很稠的软饭，拌上鱼松或各种动物油食用。
- 莫温古饭：是鱼或兽肉加小米一起煮熟后，再加盐而成的稀饭。

现在饮食习惯与汉族相同，大部分赫哲族家庭吃馒头、饼、米饭和各种蔬菜为主。

### 服饰

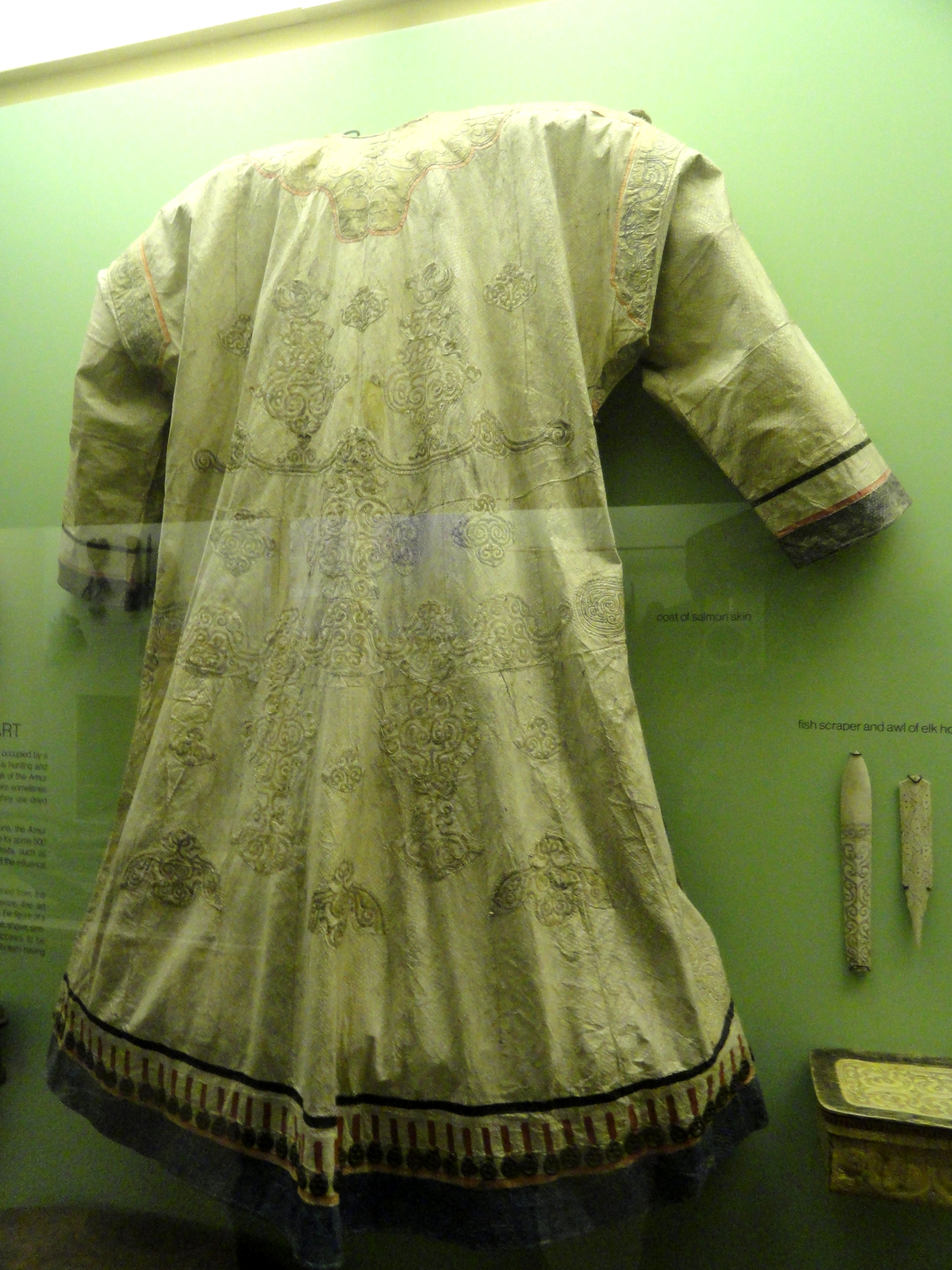
赫哲族鱼皮衣

传统的赫哲族衣服都用鹿皮和鱼皮制作。20世纪大部分人以棉布为衣。
赫哲族的鱼皮衣服非常有特点，是把鲢鱼、鲤鱼等鱼皮完整地剥下来，晾干去鳞，用木棒槌捶打得像棉布一样柔软，再用鲢鱼皮线缝制而成。制作工艺十分精巧，是赫哲族独有的民族服装。

### 建筑
住宅为用桦皮茅草搭成的棚子。有穴居遗风。较普遍地住泥墙草顶房屋。
- 胡如布（小型地窖），是赫哲族人早先居住的房子，是向地下挖进约三尺深的坑，坑顶用一、二根粗壮大木斗作梁，搭上檩子、椽子，支起楔形架子，上铺箔条或盖树枝，培上土成顶盖。结构比较简陋。大型地窖称为“希日兔克”。
- 塔克吐（鱼楼），是赫哲族人贮藏鱼的地方，一般都建在居所庭院中，几乎每家都有一座，平时还用来放置渔具等物品。

此外还有“撮罗昂库”，“阔恩布如昂库”，“博苏昂库”（各种形式的窝铺）、“温特合”和“卓”（平房）等建筑。

### 节日
- 乌日贡节  每两年一次的民族节日。诞生于1985年，一般在农历五、六月间举行，历时三天。“乌日贡”意思为娱乐或文体大会。
- 春节 与汉族的春节基本相同。

此外，还有：
- 跳路神，赫哲族传统宗教祭祀节日。
- 二月二：赫哲族传统的祭祀节日。每年农历二月初二举行，节期一天。

## 文化艺术
赫哲族文化主要表现在赫哲族歌曲舞蹈、衣着服饰、渔猎工具、食鱼文化等方面。

### 文学
- “伊玛堪”是赫哲族民间流传的说唱文学，常在猎场、网滩或渔村土筑茅屋里说唱。内容大部分以英雄好汉，当地的自然风光，青年男女之间的纯朴爱情，部落间的战争和兴衰为主题，当然还会有许多表现渔猎生产的本领、技能的主题，也有少数关于宗教的故事。大多数故事都是以胜利为结局，以团圆而告终。
- “说胡力”是以讲述为主的民间文学，有寓言、童话、传说等，大都比较短小，通常是老人讲述给儿童进行启蒙教育。其中有民族特色的赫哲族神话有《莫日根射日》、《月亮》、《北斗》、《彩虹》、《山神的传说》、《虎的传说》等。

### 音乐
赫哲族擅长唱歌，比较有名的民歌和小调有：
- 乌苏里船歌  著名的赫哲族民歌，曾经因为版权问题引起官司，现在公认为赫哲族民歌。(乌苏里船歌是郭颂的创作歌曲，取材于赫哲族民歌，但不是民歌）
- 赫尼哪  抒情歌曲。
- 嫁令阔  多为赫哲族妇女劳动时哼唱。

## 著名人物
- 德蘇·烏札拉，黑澤明同名電影《德蘇·烏札拉》主角。
- 吴进才，民歌歌手、“伊玛堪”演唱家。
- 尤永贵，民俗画家，其作品有100多幅被收藏。
- 乌·白辛，原名吴宇洪，当代剧作家。
- 尹章義，臺灣知名歷史學家，曾任輔仁大學歷史學系教授，現任中國文化大學教授。
- 韓庚，中国大陆演员和流行歌手，韓國男子團體Super Junior及Super Junior-M的前成員。